# WPCH-TV
WPCH-TV est une station de télévision américaine située à Atlanta dans l'État de Géorgie appartenant à Gray Television et s'identifie en ondes sous le nom de Peachtree TV. Ses studios sont situés au nord-est d'Atlanta. Indépendante depuis 56 ans, elle est affiliée au réseau The CW depuis septembre 2023.
Entre le 27 août 1979 et le 1er octobre 2007, la station était connue sous le nom de WTBS et était la version locale de la chaîne spécialisée TBS.
Elle était la station de référence pour la diffusion des matchs de baseball des Braves d'Atlanta jusqu'en 2012.

## Histoire
En octobre 2016, AT&T annonce son intention de faire l'acquisition de Time Warner. Dans le but d'alléger le processus de vente, il a été décidé de se départir de la station WPCH-TV. Meredith Corporation, propriétaire de la station WGCL-TV (en), affilié du réseau CBS à Atlanta, se porte acquéreur pour 70 millions de dollars. la transaction est approuvé en avril 2017. Des bulletins de nouvelles « CBS46 » sont ajoutés à la programmation de WPCH.

## Canada
WPCH-TV est distribué chez la plupart des distributeurs par câble et satellite au Canada dans le forfait des superstations ou dans un forfait de sports. La station (WTBS-TV) est devenue disponible au Canada depuis novembre 1987 mais était conditionnelle, comme les autres superstations, à l'abonnement à un service de télévision payante telle que The Movie Network ou Movie Central. Vers la fin 1997, WTBS se retrouvait parmi les chaînes spécialisées ordinaires.
Lorsque WTBS-TV a changé de vocation et de lettres d'appel pour WPCH-TV en 2007, les distributeurs canadiens avaient la permission de distribuer que la station locale d'Atlanta et non la chaîne spécialisée TBS, qui n'a jamais été approuvée par le CRTC mais qui diffusaient essentiellement les mêmes émissions. Les distributeurs ont dû conséquemment effectuer le changement de source.
Peachtree TV continue de diffuser quelques émissions de TBS mais à des heures différentes, par contre, elle ne diffuse pas des émissions de prestige de TBS telles que les matchs de baseball après-saison et les talk-shows Conan et Lopez Tonight (en) qui ont été achetées individuellement par des chaînes de télévision canadiennes.
Malgré son affiliation au réseau The CW dans le marché d'Atlanta depuis septembre 2023, la version canadienne diffuse une programmation alternative.